# Shin-chan en la isla del tesoro
Shin-chan: en la isla del tesoro (Crayon Shin-chan: Buriburi Ôkoku no hihô クレヨンしんちゃん ブリブリ王国の秘宝) es una película infantil de animación basada en el manga y anime Shin Chan. Tiene una duración de 90 minutos y su historia no influye para nada en la historia de la serie.En esta entrega se introducen personajes nuevos, exclusivos de la película, como Lulú, el príncipe Shuno-Kesi, el Ejército de la Serpiente Blanca, el Conde Anaconda, Abu, Sally, Mina y el Genio.

## Sinopsis
Shin Chan y su familia ganan un viaje al misterioso Reino del Culo, una isla tropical en el Océano Índico. Lo que comienza como unas vacaciones soñadas rápidamente se convierte en una serie de emocionantes aventuras, cuando un grupo de villanos intenta secuestrar a Shin Chan. Mientras enfrentan peligros en la jungla y buscan un legendario tesoro, la familia Nohara deberá unirse para superar todos los desafíos que se les presenten. 

## Reparto
- Akiko Yajima como "Shin-chan"
- Miki Narahashi como Misae Nohara
- Keiji Fujiwara como Hiroshi Nohara
- Yumi Takada como Midori Yoshinaga
- Mari Mashiba como Toru Kazama
- Tamao Hayashi como Nene Sakurada
- Chie Satō como Bo Suzuki
- Reiko Suzuki como Mr. Kitamoto
- Kōsei Tomita como El Conde Anaconda
- Koji Nakata como Mister Hub
- Seizō Katō como Buriburi Majin
- Rokurō Naya como Kuro Majin
- Yusaku Yara como Nina
- Kaneto Shiozawa como Sally
- Shigezō Sasaoka como El capitan
- Takumi Yamazaki, Hirohiko Kakegawa, Naoki Bandō como guardias
- Hiro Yūki como El director
- Kōhei Miyauchi como El Rey
- Sayuri Yamauchi como Ruru Ru Ruru
- Satomi Kōrogi como Daisy Nohara
- Taeko Kawata como El Principe Shuno-Kesi
- Etsuko Komiya como Etsuko Komiya

## Producción
- Idea original: Yoshito Usui
- Director: Mitsuru Hongo
- Guion: Mitsuru Hongo y Keiichi Hara
- Diseño de personajes: Katsunori Hara
- Dirección de animación: Katsunori Hara y Noriyuki Tsutsumi
- Música: Toshiyuki Arakawa
- Edición: Hajime Okayasu
- Productores: Hitoshi Mogi, Takashi Horiuchi y Kenji Ōta
- Productoras: Shin-Ei Animation, TV Asahi y ADK[4]